# Józef Leon Rutkowski
Józef Leon Rutkowski herbu Pobóg – sędzia ziemski dobrzyński w latach 1748–1774.
Żonaty z Faustyną Zielińską, miał syna Mariana.
Poseł ziemi dobrzyńskiej na sejm 1758 roku. Poseł ziemi dobrzyńskiej na sejm 1760 roku. Poseł na sejm nadzwyczajny  1761 roku z ziemi dobrzyńskiej. Poseł ziemi dobrzyńskiej na sejm konwokacyjny 1764 roku. W 1764 roku był elektorem Stanisława Augusta Poniatowskiego z ziemi dobrzyńskiej i posłem tej ziemi na sejm elekcyjny. Był posłem powiatu toruńskiego na sejm koronacyjny 1764 roku.